# Pachygrapsus marmoratus
Espèce
Le Grapse marbré, Pachygrapsus marmoratus, est une espèce de crabes appartenant à la famille des Grapsidae, également appelé crabe marbré.

## Dans la culture
Le dessinateur et animateur Arthur de Pins a mis en BD et en court-métrage la légende urbaine selon laquelle cette espèce est incapable de tourner.

## Liens externes

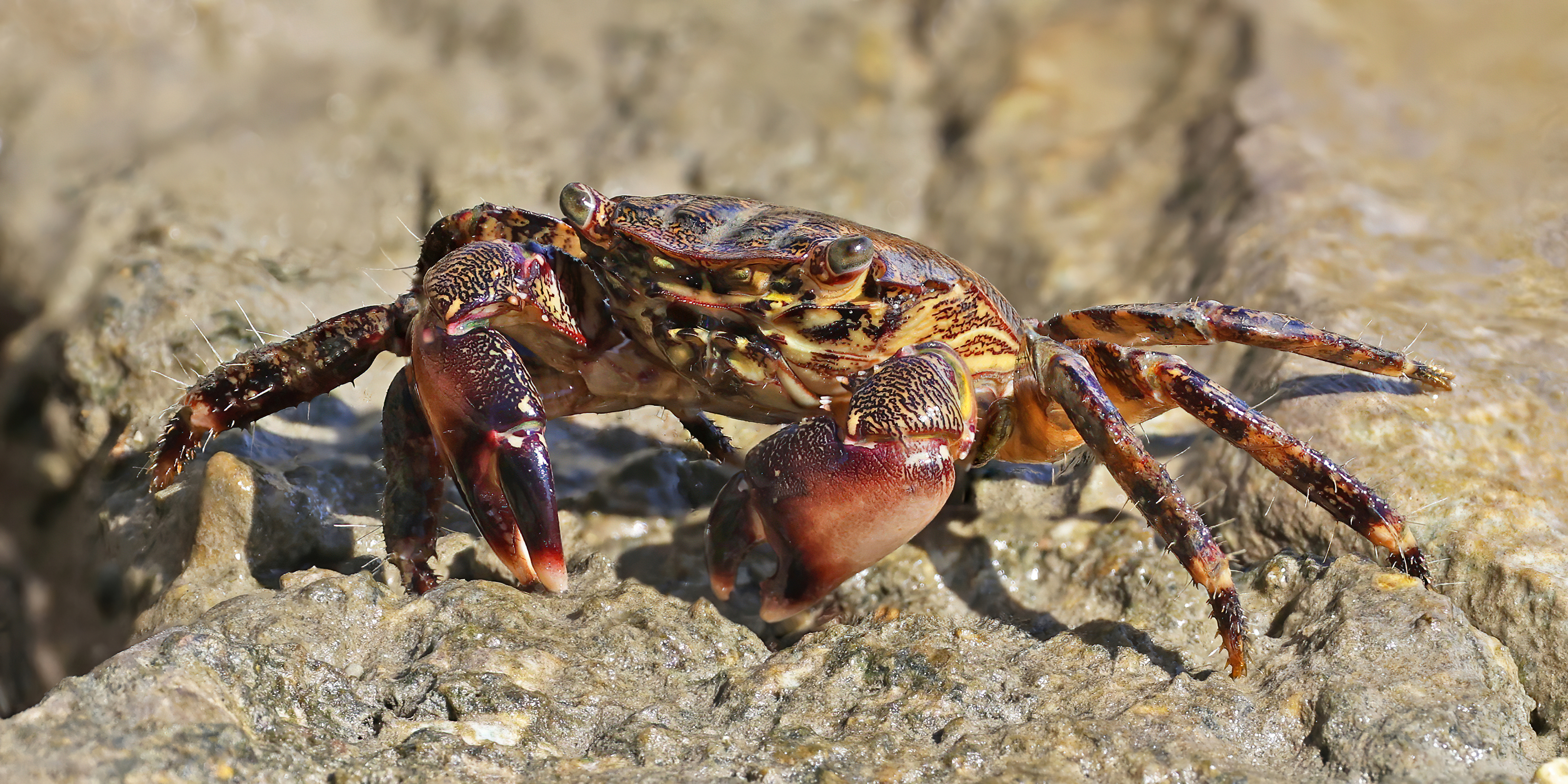
Pachygrapsus marmoratus dans le parc national de Butrint, Albanie. Septembre 2022.